# Infierno grande
 Infierno grande es una película de Argentina filmada en colores dirigida por Alberto Romero sobre su propio guion que se estrenó el 23 de mayo de 2019 y que tuvo como actores principales a Alberto Ajaka,  Mario Alarcón, Héctor Bordoni y Guadalupe Docampo.

## Sinopsis
Una maestra en un pequeño pueblo de La Pampa, embarazada, huye de su marido violento por el desierto pampeano.

## Reparto
Intervinieron en el filme los siguientes intérpretes:
- Guadalupe Docampo ... Maria
- Alberto Ajaka ... Lionel
- Héctor Bordoni ... El indio
- Mario Alarcón ... El viajante
- Chucho Fernández ... El Cura
- Marta Haller ... Dueña Parador
- María Fiorentino ... Tía de María

## Críticas
Ezequiel Boetti en Página 12 dijo:

” María (Guadalupe Docampo) … embarazada y harta de un sometimiento… huye a bordo de su camioneta rumbo a su pueblo natal, Naicó… 
un destino que cada minuto parece más lejano, al tiempo que se topa con distintas criaturas que la orientarán en su camino…Cuento fantástico en el sentido más literal del término, Infierno grande crea un mundo deformado que María percibe con la tranquilidad de lo normal.…entrega sus mejores momentos cuando hace chocar su deriva apacible con esas alteraciones solapadas, dejándose llevar por un surrealismo que convierte al recorrido de María en el producto de lo que podría ser una mente afiebrada.

Diego Curubeto en Ámbito Financiero opinó:

” Guadalupe Docampo lleva adelante esta inclasificable road movie con su panza a cuestas sin que, para decirlo de un modo suave, nadie le ceda el asiento en el colectivo …“Infierno Grande” es un diamante en bruto que se disfruta, sin que algunas imperfecciones técnicas y narrativas alcancen a malograr esta opera prima de Alberto Romero. Hay notables actores de reparto, buen uso de locaciones, y una banda sonora memorable a cargo de Gustavo Pomeranec.”